# Alpi Breonie
Le Alpi Breonie sono un gruppo montuoso delle Alpi.
Si trovano in Italia (Trentino-Alto Adige) ed Austria (Tirolo).
Prendono il nome dai Breoni, tribù celtica.

## Classificazione
La SOIUSA non le vede come un gruppo unico, ma le suddivide in:
- Alpi Breonie Occidentali che coincidono con una parte[1] della sottosezione Alpi dello Stubai nelle Alpi Retiche orientali
- Alpi Breonie Orientali che diventano un settore di sottosezione delle Alpi della Zillertal nelle Alpi dei Tauri occidentali.

Secondo la Partizione delle Alpi, le Alpi Breonie sono un gruppo della sezione delle Alpi Retiche.
Secondo la suddivisione didattica tradizionale, le Alpi Breonie sono invece un gruppo delle Alpi Atesine.